# Fabien Ourega
Fabien Ourega (Parigi, 7 dicembre 1992) è un calciatore francese, centrocampista o attaccante del Kauno Žalgiris.

## Carriera

### Club

#### Inizi e Paris FC
Nato ad Parigi, ma cresciuto ad Aulnay, inizia a giocare a calcio all'Aulnay 1961, la squadra locale. Nel 2010 si trasferisce al Drancy in CFA. Negli anni successivi fa esperience nelle serie minori del campionato francese con la squadra riserva del Le Havre e in quello belga con il Virton. Il 19 giugno 2018, firma un contratto con il Paris FC. Debutta in Ligue 2, il 18 ottobre seguente contro lo Châteauroux (0-0).
A fine stagione decide di non rinnovare il contratto; concludendo la sua esperienza nella squadra parigina con 27 presenze e zero gol all'attivo.

#### Sochaux
Ormai svincolatosi dal Paris FC, l'8 luglio 2019 viene ufficializzato il suo acquisto da parte dello Sochaux. In seguito, il 26 luglio debutta, in occasione della prima giornata di campionato contro il Caen. Otto giorni dopo sigla la prima rete con il club, nonché in Ligue 2 nella vittoria contro la sua ex squadra, il Paris FC.

#### Orléans
Il 31 agosto 2021, dopo due anni, lascia lo Sochaux per trasferirsi all'Orléans.

## Statistiche

### Presenze e reti nei club
Statistiche aggiornate al 7 luglio 2025.
| Stagione        | Squadra         | Campionato      | Campionato | Campionato | Coppe nazionali | Coppe nazionali | Coppe nazionali | Coppe continentali | Coppe continentali | Coppe continentali | Altre coppe | Altre coppe | Altre coppe | Totale | Totale |
| Stagione        | Squadra         | Comp            | Pres       | Reti       | Comp            | Pres            | Reti            | Comp               | Pres               | Reti               | Comp        | Pres        | Reti        | Pres   | Reti   |
| --------------- | --------------- | --------------- | ---------- | ---------- | --------------- | --------------- | --------------- | ------------------ | ------------------ | ------------------ | ----------- | ----------- | ----------- | ------ | ------ |
| 2021-gen. 2022  | Orléans         | CN              | 10         | 1          | CF              | 1               | 0               | -                  | -                  | -                  | -           | -           | -           | 11     | 1      |
| 2022            | Žalgiris        | A               | 32         | 5          | CL              | 4               | 0               | UCL+UEL+UECL       | 6+2+6              | 1+1                | SL          | 1           | 0           | 51     | 8      |
| 2023            | Astana          | PL              | 22         | 1          | CK              | 4               | 0               | UCL+UEL+UECL       | 3+2+7              | 0                  | SK          | 1           | 0           | 39     | 1      |
| 2024            | Astana          | PL              | 0          | 0          | CK              | 0               | 0               | UECL               | 0                  | 0                  | -           | -           | -           | 0      | 0      |
| Totale Astana   | Totale Astana   | Totale Astana   | 22         | 1          |                 | 4               | 0               |                    | 12                 | 0                  |             | 1           | 0           | 39     | 1      |
| 2025            | Kauno Žalgiris  | A               | 18         | 3          | CL              | 2               | 0               | -                  | -                  | -                  | -           | -           | -           | 20     | 3      |
| Totale carriera | Totale carriera | Totale carriera | 82         | 10         |                 | 11              | 0               |                    | 26                 | 3                  |             | 2           | 0           | 121    | 13     |

## Palmarès

### Club

#### Competizioni nazionali
- Coppa di Lituania: 1

Žalgiris: 2022
- Campionato lituano: 1

Žalgiris: 2022
- Supercoppa del Kazakistan: 1

Astana: 2023